# Gregorio Giovanni Gasparo Barbarigo
Sveti Gregorio Giovanni Gasparo kardinal Barbarigo, italijanski rimskokatoliški duhovnik, škof, svetnik in kardinal, * 16. september 1625, Benetke, † 18. junij 1697.
- Katedrala v Padovi
- Kapela Gregória Barbariga
- Balzamirano telo svetnika

## Življenjepis
21. decembra 1655 je prejel duhovniško posvečenje.
9. julija 1657 je bil imenovan za škofa Bergama.
5. aprila 1660 je bil povzdignjen v kardinala.
24. marca 1664 je bil imenovan za škofa Padove.
6. julija 1771 je bil beatificiran in 26. maja 1960 še kanoniziran.